# Julian Lluka
Julian Lluka (sinh 14 tháng 2 năm 1991) là một cầu thủ bóng đá Albania thi đấu cho Luftëtari Gjirokastër ở vị trí tiền vệ.